# 细尾𩷶
细尾𩷶（学名：Pangasius nasutus），舊名細尾巨鯰，为𩷶科𩷶属的鱼类。在中国，分布于澜沧江下游水系等，属于中型肉食性鱼类，體長可達90公分。其多见于栖息较大的主河道，可做為食用魚。该物种的模式产地在加里曼丹。